# まゑだコーキ
まゑだコーキ（まえだこーき、本名：前田康紀、1975年9月9日 - ）は、日本のライヴイベント演出家、映像作家、アイデアマン、感動クリエイター。愛知県名古屋市出身。るつぼブレイン代表。ヱンタメゾン運営。

## 人物
1975年、名古屋市出身。 大阪芸術大学芸術学部芸術計画学科でアートディレクションを学び、音楽、アパレル、印刷、広告制作、飲食、放送業界を渡り歩き、各種製品や作品を手掛けながら様々な業界の所作や慣習を学ぶ。
2014年11月に独立。コンサートやイベント演出を中心としたライヴエンターテイメントクリエイティブとCMや映像演出を中心としたコンテンツクリエイティブに特化させた「るつぼブレイン」を設立。シナリオや絵コンテが書け、譜面が読めて、楽曲やグラフィックデザインも手がけ、演出以外に舞台進行もこなすことから、現在に至るまで企業や広告代理店に止まらず、一度携わったアーティストやタレントから直接指名も多い。
2022年、湘南地域に拠点を移し"ヱンタメゾン"としてハウススタジオ化させた放送室の運営に着手し、CM撮影や、商品撮影、生配信スタジオとして展開中。

## イベント演出
2013年
- 「OZZfest JAPAN」オープニングイベント「勝手にデスボイスコンテスト」@幕張メッセ（構成、演出、舞台監督）[10]
- 「オリコンSoundBlowin' 10th Anniversary supported by NTT西日本」＜出演＞ゴールデンボンバー、ソナーポケット＠SHIBUYA-AX（構成、演出、舞台監督）

2014年
- 「Animelo Summer Live 2014 -ONENESS-」＠けやき広場場外ステージ（構成、演出、舞台監督）
- 「UBIDAY2014」＠ベルサール秋葉原FARCRY4ステージ　＜出演＞RENA（企画、構成、演出、舞台監督）[11]

2015年
- 「Animelo Summer Live 2015 -ハジマレ,THE GATE-」@けやき広場場外ステージ（構成、演出、舞台監督）
- 「さんみゅ〜LIVE2015 SUN&YOU-2nd Anniversary-純白宣言」@草月ホール＜出演＞さんみゅ〜（構成、演出、舞台監督）
- 「エクスペンダブルズ3 ワールドミッション DVD&ブルーレイ発売PRイベント」@発明会館＜出演＞長州力、藤波辰爾、武藤敬司（進行）[12]
- 「セブンデイズ 先行上映&トークイベント」@朝日生命ホール、浜離宮朝日ホール＜出演＞廣瀬智紀、山田ジェームス武（構成、進行、舞台監督）
- 「宇田川町で待っててよ。先行上映&舞台挨拶」@サイエンスホール＜出演＞黒羽麻璃央、横田龍儀（構成、進行、舞台監督）
- 「偽者は誰だ!六花の勇者 最終話特別上映会」@山野ホール＜出演＞斉藤壮馬、日笠陽子、悠木碧、MICHI（構成、進行、舞台監督）
- 「女子の事件は大抵、トイレで起こるのだ。イベント」@山野ホール＜出演＞みさこ、蒼波純、久間田琳加、吉田凜音（構成、進行、舞台監督）
- 「戦国アイドルステージ名古屋城でらバトル」@名古屋城特設ステージ＜出演＞OS☆U、さんみゅ〜（舞台監督）
- 「CRAYON POP FAN MEETING in JAPAN 2015」@山野ホールエルシアター＜出演＞CRAYON POP（構成、演出、舞台監督）
- 「防弾少年団ファンクラブ1周年記念イベント」@豊洲PIT＜出演＞防弾少年団（構成、進行）
- 「竹達彩奈バースデーイベント『あやテレ』」@山野ホール＜出演＞竹達彩奈、吉田尚紀（構成、進行）
- 「木根尚登 REBOOT」@Mt.RAINIER HALL SHIBUYA PLEASURE PLEASURE＜出演＞木根尚登（構成、演出、舞台監督）
- 「木根尚登 REBOOT in NAGOYA」@SPADE BOX＜出演＞木根尚登（構成、演出、舞台監督）[13]
- 「GRANRODEO LIVE 2015 G10 ROCK☆SHOW」@幕張メッセ国際展示場1〜3ホール＜出演＞GRANRODEO（舞台監督）

2016年
- 「さんみゅ〜LIVE2016 3rd Anniversary 3×6=」1/17@ニッショーホール（演出、プロデュース）＜出演＞さんみゅ〜
- 「ジョン・ウィック BD&DVDリリース会見」2/17@ポニーキャニオン1Fイベントスペース（構成、演出、舞台進行）＜出演＞ヒロミ
- 「animeloLIVE! Presents アニソンCLUB! inディファ有明 -AnimeJapan前夜祭-」3/25@ディファ有明（構成、デザイン）＜出演＞motsu、ZAQ、奥井雅美、鈴木このみ、大橋彩香、I☆Ris、三森すずこ、BANBANBAN
- 「炎亞綸ファンクラブイベント AARON LAND」4/24@品川クラブex（構成、演出、舞台監督）＜出演＞炎亞綸
- 「THEカラオケ★バトルコンサート」5/4〜5@相模女子大学グリーンホール（構成、演出、舞台監督）＜出演＞城南海、林部智史、RiRiKA、翠千賀、JOY、木山裕策、つるの剛士、MC繁田美貴
- 「BAN!-BIG ARTIST NETWORK-in MAIHAMA」8/18@舞浜アンフィシアター（総合演出）＜出演＞菊地亜美、狩野英孝、宮城舞、吉木千沙都、ベイビーレイズJAPAN
- 「下野紘2ndシングル『ONE CHANCE』予約イベント あなたにもONE CHANCE!トーク&ゲーム大会」8/20@山野ホール（構成、舞台監督）＜出演＞下野紘
- 「Animelo Summer Live 2016 -刻-TOKI-」8/26〜28@さいたまスーパーアリーナけやき広場 場外ステージ（構成、演出、舞台監督）＜出演＞浅岡雄也（FIELD OF VIEW）
- 「MISS GRAND JAPAN 2016」9/11@文化服装学院大ホール（構成、演出、舞台監督）
- 「Re:ステージ!キラリン☆感謝祭〜集まれ!リメンバーズ〜」9/25@秋川キララホール（舞台監督）＜出演＞牧野天音、鬼頭明里、田澤茉純、立花芽恵夢、岩橋由佳、空見ゆき、小澤亜李、花守ゆみり
- 「ポニーキャニオン創立50周年記念 スペシャル・アニバーサリー・ステージ」10/8@増上寺（構成、進行）＜出演＞つるの剛士、奥華子、吉田山田、城南海
- 「ジャングルスマイル20周年特別企画『ジャンスマ、成人式』」11/21@東京キネマ倶楽部（演出、プロデュース）＜出演＞ジャングルスマイル[14]
- 「木根尚登 NAOTO KINE Concert Tour 2016 “Return”」（構成、演出、舞台監督）12/10@恵比寿ガーデホール＜出演＞木根尚登
- 「岩手県プレミアムりんご『冬恋』スペシャルステージ」12/8@恵比寿ガーデンプレイス（構成、演出）＜出演＞達増拓也、岩手県知事、のん(能年玲奈)
- 「THE カラオケ★バトル コンサート ツアー」（構成、演出）11/26@福岡国際会議場メインホール、12/23@岡山市立市民文化ホール、2017/2/18@府中の森芸術劇場＜出演＞城南海、つるの剛士、RiRiKA、翠千賀、宮本美季、森恵、fumika、U18四天王＜MC＞繁田美貴

2017年
- 「木根尚登 NAOTO KINE Concert Tour 2017 “Return”」（構成、演出、舞台監督）1/21@阿倍野ROCKTOWN、1/22@新栄SPADE BOX＜出演＞木根尚登
- 「ACTORSスペシャルイベント～天翔学園音楽祭2017～」（構成、進行）1/14@Zepp Namba＜出演＞置鮎龍太郎、佐藤拓也、杉山紀彰、高橋直純、竹内良太、野島健児、速水奨、保志総一朗、ランズベリー・アーサー、1/15@Zepp Nagoya）＜出演＞置鮎龍太郎、佐藤拓也、高橋直純、竹内良太、野島健児、速水奨、保志総一朗、（構成）1/22@Zepp DiverCity）＜出演＞置鮎龍太郎、佐藤拓也、杉山紀彰、高橋直純、竹内良太、野島健児、森嶋秀太
- 「劇団こどもみかん旗揚げ公演 疑似体験型エンターテイメント舞台『結婚なんて、クソくらえっ！』」（プロの取り巻き）[15]2/10〜12@東京カルチャーカルチャー＜出演＞三倉茉奈、古山憲太郎、山野海、石井康太、吉田ゐさお、永島知洋、木根尚登
- 「怪獣娘’sFES!～KAIJUハートでGAOGAOGAO～」（演出、進行）3/19@よみうりランド日テレらんらんホール＜出演＞飯田里穂、鈴木愛奈、遠藤ゆりか、徳井青空、五十嵐裕美、潘めぐみ、湯浅かえで＜主演怪獣＞アギラ、ミクラス、ウィンダム、ピグモン、レッドキング、エレキング
- 「AJ x LIVE DAM STADIUM『アニカラ☆JAPAN』スペシャルステージ」（演出、進行）3/26@東京ビッグサイト東1〜7ホール＜出演＞愛美、大塚紗英、西本りみ、山北早紀、芹澤優、小林竜之＜MC＞吉田尚記
- 「ACTORS天翔学園上海嘉年華2017」（構成）4/8@上海虹橋芸術中心＜出演＞置鮎龍太郎、木村昴、高橋直純、竹内良太、野島健児、保志総一朗、緑川光
- 「宇徳敬子 BIRTHDAY LIVE 2017 〜ハッピー愛ランド〜）（舞台監督、演出、進行）4/9@マウントレーニアホール渋谷プレジャープレジャー＜出演＞宇徳敬子
- 「熊本地震災害復興支援 藤原紀香ディナーショー」（演出）5/1@熊本ホテルキャッスル2Fキャッスルホール＜出演＞藤原紀香
- 「THE カラオケ★バトル コンサート IN 東京ドームシティーホール」（総合演出）6/24@東京ドームシティーホール＜出演＞佐久間彩加、角田龍一、西岡龍生、堀優衣、鈴木杏奈、佐々木麻衣、竹野留里、つるの剛士、翠千賀、RiRiKA、服部潤、ナナナ、＜MC＞繁田美貴
- 「茉奈佳奈LIVE2017 MKR〜めぐる〜」(演出、プロデュース、音楽監督）7/2@BLUES ALLEY JAPAN＜出演＞三倉茉奈、三倉佳奈
- 「宇徳敬子 BIRTHDAY LIVE 2017 ♡ハッピー愛ランド♡2」（舞台監督、演出、進行）7/14@マウントレーニアホール渋谷プレジャープレジャー＜出演＞宇徳敬子
- 「ララランド ブルーレイ&DVDリリースイベント」（演出、進行）8/2@ポニーキャニオン1Fイベントスペース＜出演＞泉里香、村本大輔＜MC＞有村昆
- 「RiRiKA Solo Live 2017 Summer Sparkle」（演出・プロデュース）8/11@よみうり大手町ホール＜出演＞RiRiKA、月央和沙、岡本悠紀、ダンドイ舞莉花
- 「Animelo Summer Live 2017 -THE CARD- Supported by LIVE DAM STADIUM アニカラTHEわ〜るど」（構成、演出、舞台監督）8/25〜27@さいたまスーパーアリーナけやき広場場外ステージ
- 「第36回浅草サンバカーニバル『ガンホー・アミーゴス』」（監修）8/26@浅草周辺
- 「Miss Grand Japan 2017」（総合演出）9/12@白金高輪SELENE STUDIO セレネb2 出演、STORM、MCケリー隆介
- 「日経トレンディ『2017年ヒット商品ベスト30発表会』」（進行）11/2@ベルサール東京日本橋＜出演＞竹内涼真、高梨臨、みやぞん、横山だいすけ
- 「『恋と嘘』スペシャルイベント」（構成、進行）12/10@科学技術館サイエンスホール＜出演＞花澤香菜、牧野由依、逢坂良太、立花慎之介＜MC＞吉田尚記
- 「東京ミステリーサーカス グランドオープン 記者発表会」（構成、進行）12/14@TOKYO MYSTERY CIRCUS＜出演＞メイプル超合金、くまっキー
- 「ドラマ『闇の法執行人／大馬鹿代』DVD発売イベント」（構成、進行）12/20@TOWERmini汐留店店頭イベントスペース＜出演＞竹内力、岸明日香＜MC＞川島葵
- 「『ジョン・ウィック:チャプター2』デジタル先行配信/4K UHD BD、ブルーレイ、DVD発売記念 Xmasギフト付 吹替版上映会」（構成、進行）12/25@秋葉原UDXシアター＜MC＞有村昆

2018年
- 「なつかしのヒット曲パレード」（進行）1/5@ギャラクシティ西新井文化ホール＜出演＞THE GOLDEN SHEEPS WITH SWEET BEANS
- 「『ジョン・ウィック:チャプター2』4K UHD・ブルーレイ・DVDリリース会見」（構成、進行）1/10@ポニーキャニオン1Fイベントスペース＜出演＞ジャングルポケット、近藤千尋
- 「荒木宏文スペシャルイベント2018『white HAt』」（構成、演出、タイトルデザイン、進行）1/27@科学技術館サイエンスホール＜出演＞荒木宏文
- 「矢沢心と魔裟斗の『夫婦で歩んだ不妊治療』出版記念イベント」（進行）2/12@東京交通会館3Fグリーンルーム＜出演＞矢沢心、魔裟斗、羽生祥子
- 「Anime Japan2018 x LIVE DAM STADIUM」『アニカラ☆JAPAN』スペシャルステージ（演出、進行）3/24@東京ビッグサイト東2ホール）＜登壇者＞『アイドルマスターシンデレラガールズ』大橋彩香、福原綾香、原紗友里、『アニカラ★JAPAN』hibiku、新菜まこ『第12回声優アワード』七瀬彩夏、＜MC＞吉田尚記、3/25@東京ビッグサイト東2ホール 出演『かくりよの宿飯』小西克幸、内田雄馬、田丸篤志『アニカラ★JAPAN』近藤孝行、カラム『あにそんボーカル』市川太一、野上翔＜MC＞松澤千晶
- 「宇徳敬子 BIRTHDAY LIVE 2018 〜気楽にいきましょう♪〜」（舞台監督、演出、進行）4/7@マウントレーニアホール渋谷プレジャープレジャー＜出演＞宇徳敬子、山田義孝
- 「THE カラオケ★バトル コンサート IN 中野サンプラザ」（総合演出）4/14@中野サンプラザホール＜出演＞城南海、翠千賀、RiRiKA、宮本美季、海蔵亮太、堀優衣、鈴木杏奈、佐々木麻衣、佐久間彩加＜MC＞繁田美貴
- 「全日本柔道連盟×EXILE THE SECOND 柔道応援ソング発表記者会見」（構成、演出、進行）[16]5/14@ホテル雅叙園東京＜登壇者＞井上康生監督、増地克之、黒木啓司、EXILE SHOKICHI＜MC＞白石小百合
- 「怪獣娘’ｓFes!Ⅱ～旗を振ってGAOGAOGAO～」（構成、演出、進行）6/17@科学技術館サイエンスホール＜出演＞飯田里穂、五十嵐裕美、諏訪彩花、湯浅かえで、三森すずこ、松田利冴、松田颯水、清都ありさ、寺田晴名、近藤玲奈＜出演怪獣＞ザンドリアス、ノイズラー、ゴモラ、レッドキング、ガッツ星人、アギラ、キングジョー
- 「ヴァイオレット・エヴァーガーデン フィルム＆コンサート」（構成）7/1@NHKホール＜出演＞石川由依、子安武人、浪川大輔、遠藤綾、内山昂輝、茅原実里、戸松遥、Evan Call、TRUE、結城アイラ、ライデンシャフトリヒ交響楽団
- 「U-FES.2018 U-FES.Girls」（舞台監督）8/4-5@TFTホール＜出演＞くまみき、かわにしみき、木下ゆうか、日向結衣、おるたなChannel、さぁや、なつしまhouse、パオパオチャンネル、マリリンfukuse yuuri、JULIDY、Nami Channel、ほしのこCH、関根りさ、きりたんぽ、Zyon　Mana、池田真子、水木あお、nanachannel、ayanonono、新季咲乃
- 「神宮外苑花火大会2018」（構成、進行）8/11@神宮球場＜出演＞PUFFY、m-flo、Crystal Kay、須澤紀信、Rush×300、りんともシスターズ、電波少女＜MC＞三四郎＠神宮軟式球場＜出演＞Aqua Timez、CHEMISTRY、電撃ネットワーク、カイワレハンマー、カノエラナ、sherbet、みかんサイダー、FIZZY POP、ヤンチャン学園音楽部、Chuning Candy＜MC＞グランジ
- 「TBSアニメフェスタ2018」（演出、進行）8/18@文京シビックホール＜出演＞相羽あいな、生田輝、伊藤彩沙、岩田陽葵、江口拓也、逢坂良太、大原さやか、大森日雅、鬼頭明里、久保田未夢、小泉萌香、小山百代、佐倉綾音、佐藤日向、島﨑信長、富田麻帆、細谷佳正、三森すずこ、森田成一、安元洋貴、山崎エリイ、山田麻莉奈、代永翼、赤根和樹監督、石井諒太郎（スクウェア・エニックスプロデューサー）＜MC＞岩井勇気、宇垣美里
- 「映画『ビブリア古書堂の事件手帖』完成披露試写会」（構成、演出、進行）9/17@TOHOシネマズ六本木ヒルズ＜出演＞黒木華、野村周平、成田凌、夏帆、東出昌大、三島有紀子監督＜MC＞奥浜レイラ
- 「『RELEASE THE SPYCE』先行上映&トークイベント」（進行）9/23@山野ホール＜出演＞安齋由香里、沼倉愛美、藤田茜、洲崎綾、のぐちゆり、内田彩
- 「円谷プロダクション 秋の新作アニメフェスティバル」（構成、演出、進行）9/26@科学技術館サイエンスホール＜出演＞広瀬裕也、宮本侑芽、稲田徹、新田ひより、八木侑紀、深水元基、LIVE：O×T、オーイシマサヨシ、三森すずこ、MC湯浅かえで
- 「UNB Japan 2nd concert」（監修、演出、進行）9/22@堂島リバーフォーラム 9/28@チームスマイル豊洲PIT
- 「映画『ビブリア古書堂の事件手帖』初日舞台挨拶」（進行）11/1@TOHOシネマズ日比谷＜登壇者＞黒木華、野村周平、成田凌、夏帆、東出昌大、三島有紀子監督＜MC＞奥浜レイラ、@イオンシネマ板橋＜登壇者＞黒木華、野村周平、成田凌、三島有紀子監督＜MC＞奥浜レイラ @109シネマズ湘南＜1回目登壇者＞黒木華、野村周平、成田凌、三島有紀子監督＜MC＞奥浜レイラ @109シネマズ湘南＜2回目登壇者＞黒木華、野村周平、三島有紀子監督＜MC＞奥浜レイラ
- 「木根尚登 NAOTO KINE Concert 2018 “new STORY” Many years Many songs」（演出、進行）12/15＠TIAT SKY HALL＜出演＞木根尚登

2019年
- 「ACCEL NIGHT」（総合演出、構成、進行）1/30@マイナビBLITZ赤坂＜出演＞Bro.KORN、鮫島秀樹、野呂拓哉、Nadia、中沢ノブヨシ、MIRAY、LEO、今泉健一郎、shin kitsuda、吉開遥子、エミ・マイヤー、Song、東原邦明、大嶽崇、原口彩香、Kahadio、MiyaB、高木沙耶、野口勇介、TOMOMI
- 「SSSS.GRIDMAN SHOW 01」（構成、演出、進行）2/3@TFTホール1000＜出演＞広瀬裕也、緑川光、斉藤壮馬、宮本侑芽、上田麗奈、高橋良輔、悠木碧、松風雅也、鈴村健一、三森すずこ、OxT、稲田徹
- 「つるの剛士 初プロデュース キッズコンサート"ちゅるのたけし音楽会"」（構成、演出、進行）3/3@江東区文化センターホール＜出演＞ちゅるのたけし、こうすけ、あきらくん、タニケン、第五砂町幼稚園、東砂幼稚園のおともだち
- 「『劇場版ウルトラマンR/B セレクト！絆のクリスタル』公開記念ハッピー♪Fun Festa！」（構成、演出、進行）3/21@草加市文化会館＜出演＞湊カツミ、湊イサミ、湊アサヒ、朝倉リク、オーイシマサヨシ、ウルトラマンロッソフレイム、ウルトラマンブルアクア、グリージョ、ウルトラマンジードプリミティブ、ウルトラマンジードウルティメイトファイナル、ウルトラマンルーブ
- 「『あっくんとカノジョ』スペシャルイベント」（構成、演出、進行）3/30@科学技術館サイエンスホール ＜昼の部出演＞鈴木達央、諏訪彩花、植田圭輔、香里有佐、嘉陽光、大島はるな、＜夜の部出演＞鈴木達央、諏訪彩花、香里有佐、羽多野渉、嘉陽光、大島はるな
- 「アニメ『ULTRAMAN』ワールドプレミア」（構成、演出、進行）3/31@丸の内ピカデリー＜出演＞木村良平、江口拓也、潘めぐみ、諸星すみれ、神山健治監督、荒牧伸志監督＜MC＞白石稔、＜場面MC＞篠塚あゆみ
- 「『家庭教師ヒットマンREBORN!』the STAGE　Blu-ray&DVD 発売記念イベント」（構成、演出、進行）4/27@ニッショーホール＜出演＞ニーコ、竹中凌平、桑野晃輔、山本涼介、岸本勇太＜MC＞田代哲哉
- 「Samuel ファンクラブ『GARNET JAPAN』会員限定イベント」（構成、演出、進行）5/5@MAGNET by SHIBUYA109 屋上イベントスペース「MAG's PARK」＜出演＞Samuel
- 「THE カラオケ★バトル コンサート2019 IN 中野サンプラザ（構成、演出）6/9@中野サンプラザ＜出演＞城南海、翠千賀、RiRiKA、海蔵亮太、堀優衣、佐々木麻衣、鈴木杏奈、佐久間彩加、原藤由衣＜MC＞繁田美貴
- 「東京おもちゃショー2019バンダイステージ『おもちゃの過去未来』対談」（構成、演出、進行）6/13@東京ビッグサイト西展示場＜出演＞テリー伊藤、古坂大魔王、井上咲楽＜MC＞中田有紀
- 「東京おもちゃショー2019バンダイステージ『UNLIMITIV』体験トークショー」（構成、演出、進行）6/13@東京ビッグサイト西展示場＜出演＞武田修宏、Mr.シャチホコ＜MC＞中田有紀
- 「東京おもちゃショー2019バンダイステージ『おもちゃが繋ぐ親子のアソビゴコロ』対談」（構成、演出、進行）6/14@東京ビッグサイト西展示場＜出演＞杉浦太陽、小倉優子、住谷杏奈＜MC＞川島葵
- 「荒木宏文 15th anniversary『History EP1』～1日遅れのバースデー～」（構成、演出、進行）6/15@山野ホール＜出演＞荒木宏文
- 「羽田未来総合研究所 設立一周年 事業説明会（構成、演出、進行）7/3@羽田空港第一旅客ターミナル６Fマーケットプレイスギャラクシーホール＜MC＞今泉朋子
- 「Animelo Summer Live 2019 -STORY-」「♡(ラブ)DAM ディーバっ！」（構成、演出、進行）8/30@さいたまスーパーアリーナけやき広場 場外ステージ＜出演＞RiRiKA、堀優衣、佐久間彩加
- 「Animelo Summer Live 2019 -STORY-」「アニカラ♡(ラブ)DAM 歌合戦〜けやきでうりゃおい〜」（構成、演出、進行）8/30〜9/1@さいたまスーパーアリーナけやき広場 場外ステージ＜MC＞武石あゆ実、田代哲哉
- 「荒木宏文 15th anniversary project 『History』EP2 ズキアラ～大人の32129ハロウィン～」（構成、演出、進行）[17]10/19@ニューピアホール＜出演＞荒木宏文、鈴木裕樹。
- 「THE カラオケ★バトル コンサート2019 IN 大阪」（構成、演出）10/27@オリックス劇場＜出演＞城南海、翠千賀、宮本美季、RiRiKA、海蔵亮太、堀優衣、佐々木麻衣、鈴木杏奈、佐久間彩加＜MC＞森香澄
- 「『家庭教師ヒットマンREBORN!』the STAGE　Blu-ray&DVD 発売記念イベント」（構成、演出、進行）12/1@TFTホール500＜出演＞ニーコ、竹中凌平、原嶋元久、山本涼介、林田航平、髙﨑俊吾、大海将一郎＜MC＞田代哲哉
- 「木根尚登『NAOTO KINE Concert 2019 “ニューロマンチックシアター”』」（演出、進行）12/14〜15@TIAT SKY HALL[18]＜出演＞木根尚登
- 「つるの剛士ファンミーティング “つるの集い 〜３発目〜 打ち上げ！！” 」（司会、構成）12/20@Fプレイスホール藤沢[19]＜出演>つるの剛士

2020年
- 「東啓介ソロイベント2020」（構成、演出、進行）1/24@表参道GROUND＜出演＞東啓介、加賀其龍太
- 「『ARAMAKINGDOM～あらまき王子のお助け戦記～」番組スペシャルイベント」（構成、進行）2/15@雷5656会館＜出演＞荒牧慶彦、鳥越裕貴

2021年
- 「楠瀬タクヤ40th Anniversary Special LIVE『Re:Party 40!!』（構成、演出、進行、デザイン）4/11@Veats SHIBUYA＜出演＞月蝕會議、Rest of Childhood feat.U:ZO(ROS)、MIMIZUQ feat.景夕(Kra)、杉本善徳、Anna＜MC＞川島葵
- 「『ARAMAKINGDOM～あらまき王子のお助け戦記～』番組スペシャルイベント」（構成、進行）4/17@ニッショーホール＜出演＞荒牧慶彦、梅津瑞樹
- 「第32回高崎音楽祭 0歳から親子で楽しむ初めてのオーケストラ『高崎こどもコンサート』」（舞台監督、デザイン）10/4-10/5@高崎芸術劇場大劇場＜出演＞吉田ゐさお with ぴーかぶぅオーケストラ、ウィンディ、植村花菜
- 「Rest of Childhood Tour '21 "TORQUE"」（ツアーマネージャー）12/19@名古屋SPADEBOX、12/24＠新横浜NewSide Beach!!!、12/26＠梅田ジャングリラ
- 「木根尚登『NAOTO KINE Concert 2021 “ALT●REC”』」（企画、デザイン、進行）12/31＠大手町三井ホール＜出演＞木根尚登

2022年
- 「Rest of Childhood Spring Tour 2022 "Back On Track"」（ツアーマネージャー）3/19@千葉LOOK、3/25＠福岡UTERO、3/26＠熊本NAVARO、4/2＠栃木HEAVEN'S ROCK Utsunomiya 2/3 VJ-4、4/8＠京都MOJO、4/9＠岡山PEPPER LAND、4/23＠渋谷GARRET
- 「Rest of Childhood 原宿RUIDO Opening Live REBIRTH Series "AFTERSCHOOL"」（ステージマネージャー）7/2＠原宿RUIDO
- 「Rest of Childhood 新大久保Club Voice 20周年記念イベント"HowWas Your Day?"」（ステージマネージャー）7/23＠新大久保Club Voice
- 「AFRIKA Meets KANSAI 2022」（進行）9/16〜18＠神戸ハーバーランド高浜岸壁広場/OSAKA FOOD LAB
- 「Aniplex Online Fest 2022」（構成、演出、進行）9/24＠パシフィコ横浜＜出演＞会沢紗弥、青山吉能、石川界人、石毛翔弥、大久保瑠美、楠木ともり、斉藤壮馬、直田姫奈、高橋李依、夏吉ゆうこ、水野朔、森田成一、Lynn、若山詩音、藍井エイル、Aimer、鬼滅の刃オーケストラ、SawanoHiroyuki[nZk]、鈴木雅之feat.鈴木愛理＆すぅ、halca、ReoNa、DJ和[20]
- 「第33回高崎音楽祭 0歳から親子で楽しむ初めてのオーケストラ『高崎こどもコンサート』（舞台監督、デザイン）10/15@高崎芸術劇場大劇場＜出演＞吉田ゐさお withぴーかぶぅオーケストラ、ベイビーブー、ウィンディ、小野あつこ[21]
- 「堀優衣コンサート2022 "illuminate!"」（プロデュース、デザイン、インペグ）11/3@Veats Shibuya＜出演＞堀優衣、ギンモクセイ
- 「Rest of Childhood TOUR “ Reflection” ツアーファイナル」（ステージマネージャー）11/5@新宿Red cloth
- 「木根尚登 30th Anniversary Concert 'Thanks a million'」（舞台進行、企画、デザイン）12/1-2@浅草花劇場[22]
- 「第五人格 秋季IJLプレイオフ& X'mas Fan Meeting クリスマスナイトに鐘が鳴る 〜始まる不思議な冬物語〜」（構成、演出、進行）12/22〜25@新宿住友ビル三角広場＜出演＞ディーン・フジオカ＜MC＞けんまつ[23]

2023年
- 「綱啓永ファンミーティング2023～in TSUNA ROOM～」（構成、演出、進行、デザイン）2/15@恵比寿LIQUIDROOM ＜出演＞綱啓永、＜一部ゲスト＞樋口幸平、＜二部ゲスト＞兵頭功海[24]
- 「Rest of Childhood TOUR “ Terminal”」（ツアーマネージャー）2/10@千葉LOOK、2/11@埼玉HEVEN'S ROCK Kumagaya、2/28@川崎Serbian Night、3/18@静岡UMBER、3/19@岡山PEPPER LAND、3/21@福岡culture spot BAD Knee LAB.、4/1@仙台ROCKATERIA[25]
- 「Rest of Childhood TOUR “ Terminal” 追加公演 "CA$H BACK" 」（ツアーマネージャー）4/8＠名古屋HeartLand、4/9＠梅田Shangri-La、4/23＠Veats Shibuya[26]
- つるの剛士とシーキャンドルズ　結成10周年LIVE IN 藤沢（取り巻き）4/29＠ライブハウスN[27][28]
- 中尾暢樹ファンミーティング『オールナカオニッポン』（構成、演出、進行、デザイン）5/21＠表参道GROUND＜出演＞中尾暢樹[29]
- ラフ×ラフ 3rdワンマンライブ「クリぼっち大リベンジ祭り」（演出）12/24@TFTホール1000

2024年
- ラフ×ラフ 4thワンマンライブ「ラフ×ラフ 1st Anniversary LIVE 〜わたしアイドルになりたい〜」（演出、舞台監督）3/9@GARDEN 新木場 FACTORY

## 舞台演出
2021年
- 「リーディックシアター『お憑彼サーカス 心音スノードロップ』」（総合演出）6/20@オルタナティブシアター＜出演＞吉野裕行、森久保祥太郎、井上和彦、浪川大輔、竹内順子[30]

2022年
- 「リーディックシアター THE∞Family team.Future」（演出）[31]2/13＠恵比寿The Garden Hall＜出演＞下野紘、山口勝平、中尾隆聖[32]

2023年
- 「舞台 丸山家の秘密～ぜんぶ丸聞こえ～」（演出）2023年2月21日〜26日＠中野ウエストエンドスタジオ＜脚本＞江頭美智留＜出演＞松田悟志、遠山景織子、佐藤康恵、三宅亮輔、忍野さら、平井“ファラオ”光、奥村皐暉、蝶羽、渡辺梓、他[33][34]

## コンテンツ演出

### CM
- 「タカラトミー『レスキューファイヤー』レスキューメガホーン篇&トライバッシャー篇」（楽曲制作）2007年
- 「テレビ朝日地上波5チャンネルスポットCM（楽曲制作）2009年
- 「MODERE JAPAN『MODERE I/D スキンケアシステム』」（企画、演出）2016年
- 「バンダイ ピタッとながれ～る TV-CM」[35]「バンダイ ピタッとながれ～るPV あそびうた篇」（演出）[36]2021年

### WEB CM
- 「タカラトミーYouTubeチャンネル Nursery Rhymes & Kids Songs 英語のうた・こどものうた」（楽曲制作、作詞、作曲、編曲）トミカ♪うた えいごであいさつしてみよう「ラララLearn♪」[37]/リカちゃん♪うた えいごであいさつしてみよう「ラララLearn♪」[38]2019年
- 「バンダイ びっくら？たまごシリーズ びっくら？バスタイム編PV」（演出）[39]2022年
- 「ファンダード じぶんぐるみのご紹介編PV」（演出）[40]2022年
- 「ファンダード じぶんぐるみと初対面ドキュメント編PV」（演出、カメラ、編集）[41]2022年

### 劇場CM
- 「イオンシネマ しんかいクイズ」劇場CM（構成、演出）2014年
- 「イオンシネマ シネマチャンピオン選手権」劇場スポットCM（構成、演出）2015年
- 「イオンシネマ 洋画VS邦画 夏のシネマバトルキャンペーン」劇場CM（構成、演出）＜出演＞有村昆[42]2015年

### MV
- 「つるの剛士とシーキャンドルズ」MV「夏のメドレー」「花火」（監督）[43]2019年
- 「WEBER 1st Unfinished Single『Weber Eats』」（監督、演出）初回限定盤Looking Type（DVD＋Goods）Uno Dos Tres（Dance Ver.）/Uno Dos Tres（One Shot Ver.）[44]2020年
- 「響芸インターナショナル ワンテイクLIVE収録 全11曲」（監督、演出、録音）[45]2021年
- 「Neat.and.clean-ニトクリ-『恋と君時計』MV（監督、演出）＜出演＞Neat.and.clean-ニトクリ[46]2021年

### PV
- 「YouTube ponycanyonアニメ 印西あるある物語配信記念特別番組 Nai★Nai一級市民」（構成、演出）＜出演＞石原夏織、井ノ上奈々、池田鉄洋[47]2022年
- 「YouTube MY STORY 浜野はるき feat.立花慎之介 REC documentary」（構成、演出、カメラ）＜出演＞浜野はるきfeat.立花慎之介[48]2022年
- 「かわまた里山ツーリズム ツアー1 音楽であふれる里山を満喫」（演出、ディレクター兼クリエイティブディレクター）@川俣町＜出演＞なすび[49]2023年
- 「かわまた里山ツーリズム ツアー2 ウエストランドと日本最北の富士山が見える山を遊びつくせ！」（演出、ディレクター兼クリエイティブディレクター）@川俣町＜出演＞ウエストランド[50]2023年

### LIVE STREAM
- 「とりま華原さんに聞いてみないとね♪生配信」（構成・演出）＜出演＞華原朋美、LiLiCo[51]2015年
- 「オリコンROCKランキング生配信 タイラカニナル」（声の出演、構成）[52]2015年
- 「城南海 キズキん家 生配信」（構成）＜出演＞城南海、徳光和夫[53]2016年
- 「ポニーキャニオン主催ライブイベント『P's LIVE05』制作発表ニコ生」（構成）＜出演＞三森すずこ、内田真礼、MICHI、和島あみ＜MC＞松澤千晶[54]2017年
- 「SSSS.GRIDMAN×怪獣娘(黒)合同ニコ生！？」（構成、演出）＜出演＞広瀬裕也、緑川光、新田ひより、八木侑紀[55]2018年
- 「アキバ鋼鉄製作所×ケンガンアシュラ特別番組」（構成、演出）＜出演＞鈴木達央、松岡禎丞＜MC＞高梨康治、田野アサミ[56]2020年
- 「AXEL CHANNEL『東啓介 ONLINE LIVE “Link”』」（構成、演出、音楽監督、デザイン、撮影）＜出演＞東啓介、久次米真吾、MiyaB、森西亮太[57]2020年
- 「愛犬わをん the リモート」（演出）出演、山口勝平、中井和哉、磯江俊道、渡辺淳、田中まさよし[58] 2021年

- 「YHFCファンクラブイベントVol.10」（構成、演出、進行、デザイン、天の声）（2021/8/21生配信）＜出演＞堀優衣、久次米真吾、MiyaB[59]2021年
- 「YouTube町田市公式動画チャンネル オンライン番組『"ポケふた"のあるまち。まちだってどんなまちだ？』」（構成、演出）＜出演＞つるの剛士、キン・シオタニ＜MC＞白石小百合[60]2021年

### OTHER
- 「EXILE THE SECOND × 全日本柔道連盟柔道応援ソング特設サイト」（アートディレクション）[61]2018年
- 「文芸バラエティー筆致俳句575」（企画、構成、演出）＜出演＞吉田ゐさお、大木亜希子、神野紗希＜放送＞厚木伊勢原ケーブルテレビ、江東区、倉敷、長野、静岡全域のケーブルテレビ[62]2020年
- 「木根尚登 ライブCD『NAOTO KINE CONCERT 2019 ニューロマンティックシアター』」（アートワーク、デザイン）完全予約生産限定盤CD2枚組／紙ジャケット仕様[63]2021年
- 「舞台 熱海殺人事件ラストレジェンド〜旋律のダブルスタンバイ〜」（録音）[64]2021年
- 「木根尚登 ライブCD『Career 30th Anniversary Live Best』」（アートワーク、デザイン）[65]2023年